# Стояновский, Михаил Юрьевич
Михаи́л Ю́рьевич Стояно́вский — российский литературовед, организатор образования.

## Преподавательская деятельность и деятельность в сфере образования
После окончания в 1991 году Московского педагогического государственного университета (МПГУ) преподавал в нём до 1997 года. Защитил диссертацию на соискание учёной степени кандидата филологических наук по теме «Символ у Вяч. Иванова: традиции и новаторство» (специальность 10.01.01. Русская литература).
С 1997 года работает на кафедре русской классической литературы и славистики Литературного института имени А. М. Горького, в должности декана — с 1997 по 2002 год, в должности проректора — с 2002 года по настоящее время. Заведующий кафедрой русской классической литературы и славистики с 2012 года по настоящее время. Профессор.
В 2001 году читал лекции в Кёльнском университете. Участвовал в разработке Федерального государственного образовательного стандарта высшего профессионального образования (ФГОС ВПО) по специальности «Литературное творчество» 1, 2 и 3 поколений. Учёный секретарь диссертационного совета Д 212.109.01.

## Научная деятельность
Область научных интересов — исследование литературного процесса XIX-XX веков в свете развития символических систем (творчество Александра Пушкина, Михаила Лермонтова, Фёдора Тютчева, Афанасия Фета, Владимира Соловьёва, Льва Толстого, Антона Чехова, Вячеслава Иванова, Александра Блока, Велимира Хлебникова, Владимира Маяковского, Николая Заболоцкого и др.), построение теории символических систем в литературе.